# Anastassia Bavykina
Anastassia Albertovna Bavykina (en russe : Анастасия Альбертовна Бавыкина) est une joueuse de volley-ball russe née le 6 juillet 1992 à Moscou. Elle mesure 1,88 m et joue au poste de réceptionneuse-attaquante. Elle totalise 20 sélections en équipe de Russie.

## Clubs
| Club                | De        | À         |
| ------------------- | --------- | --------- |
| Loutch-SHVSM        | 2008-2009 | 2009-2010 |
| Zaretchie Odintsovo | 2010-2011 | 2010-2011 |
| Loutch Moscou       | 2011-2011 | 2011-2011 |
| Zaretchie Odintsovo | 2011-2012 | 2014-2015 |
| Dinamo Moscou       | 2015-2016 | 2016-2017 |
| VK Proton Saratov   | 2017-2018 | 2017-2018 |
| Dinamo Kazan        | 2018-2019 | 2018-2019 |
| VK Proton Saratov   | 2019-2020 | …         |

## Palmarès
- Challenge Cup
  - Vainqueur : 2014.
- Championnat de Russie
  - Vainqueur : 2016, 2017.
- Coupe de Russie
  - Finaliste : 2016.
- Supercoupe de Russie
  - Finaliste : 2018.